# Eve Myles
Pour les articles homonymes, voir Myles.
Eve Myles, née le 26 juillet 1978 à Ystradgynlais, est une actrice galloise, connue pour son rôle de Gwen Cooper dans la série Torchwood et celui de Faith Howells dans la série Keeping Faith.

## Biographie
Elle a suivi l'école de « Ysgol Maes Y Dderwen » dans la même classe que l'acteur Steve Meo. Après sa formation comme actrice et l'obtention du diplôme de lettres au Conservatoire de musique Gallois Royal et Drame de Cardiff, elle s'installe à Londres pour entamer sa carrière, aussi bien sur scène qu'à l'écran.
Elle joue notamment dans le téléfilm Score et la mini-série télévisée Tales from pleasure Beach en 2001, puis le rôle principal de Ceri dans Belonging sur la chaîne BBC en 2002. En 2003, elle interprète la jeune Gwen dans la série Dot's Story, dérivée d'EastEnders. 
Elle joue également au théâtre, dans le rôle de Lavinia dans la production Shakespeare Royale de Titus Andronicus en 2003, et avec Michael Gambon dans Henry IV au Théâtre national en 2005.
Eve Myles a également joué une jeune fille d'écurie dans la série Trainer diffusée sur BBC, elle a aussi joué dans le court métrage Colditz : La Guerre des évadés (Colditz) en 2005. 
Ce rôle lui a permis de se faire connaître et d'obtenir un rôle dans un épisode de la série culte britannique Doctor Who, Des morts inassouvis. Le producteur de cette série, Russell T Davies, dit d'ailleurs d'elle : « Cela m'a été confirmé : elle est un des secrets les mieux gardés du Pays de Galles ». Davies lui écrit le rôle de Gwen Cooper dans Torchwood, série dérivée de Doctor Who. Eve Myles a déménagé au Pays de Galles. Elle est également apparue dans la saison 4 du Doctor Who dans le dernier épisode aux côtés de John Barrowman et Gareth David-Lloyd.
Eve Myles est aussi apparue dans le premier épisode de Merlin où elle a joué une sorcière.
En 2013, elle joue le rôle principal de la série Frankie (en) sur BBC1, tournée dans la ville de Bristol, dans laquelle elle incarne une infirmière à domicile jonglant entre sa vie privée et sa vie professionnelle.
En 2014, elle interprète Claire Ashworth dans la deuxième saison de Broadchurch, une femme témoin d'un meurtre commis par son mari et qui est sous la protection officieuse de l'inspecteur Alec Hardy.

## Filmographie
- 1999 : Hang the DJ (série télévisée, 1 épisode) : Tracy
- 2000 : Nuts and Bolts (série télévisée, 1 épisode) : Carys Williams
- 2001 : Score (téléfilm) : Paula
- 2001 : Tales from Pleasure Beach (série télévisée, 1 épisode) : Angie
- 2003 : EastEnders: Dot's Story (téléfilm) : Young Gwen
- 2005 : Colditz (téléfilm) : Jill
- 2005 : Doctor Who (saison 1, épisode 3 : Des morts inassouvis) : Gwineth
- 2006-2011 : Torchwood : Gwen Cooper
- 2008 : La Petite Dorrit : Maggy
- 2008 : Merlin (saison 1, épisode 1) : Lady Helen
- 2008 : Doctor Who (saison 4, épisodes 12 : La Terre volée et 13 : La Fin du voyage) : Gwen Cooper
- 2009 : Framed d'Andy De Emmony : Angharad Stannard
- 2013 : Frankie (en) : Frankie Maddox (6 épisodes)
- 2014 : Broadchurch : Claire (saison 2)
- 2016 : Victoria (TV) : Mrs Jenkins
- 2017 : Le Dîner des vampires (Eat Locals) de Jason Flemyng : Vanessa
- 2017 : Keeping Faith : Faith Howells
- 2018 : A Very English Scandal : Gwen Parry-Jones
- 2023 : Hijack : Alice Sinclair

## Récompenses, nominations et hommages
- 2002 : Nommée au BAFTA Cymru Awards pour de la Meilleure Actrice dans un drame dans le rôle de Ceri pour Belonging (2000– ).
- 2003 : Nommée au BAFTA Cymru Awards pour de la Meilleure Actrice dans un drame dans le rôle de Ceri pour Belonging (2000– ).
- 2005 : Courrier Occidental la classe 7e du classement annuel des 50 femmes les plus sexy au Pays de Galles.
- 2006 : le Wales Sunday la désigne « Demoiselle de l'Année ».
- 2007 : lauréate au BAFTA Awards de la Meilleure Actrice dans une série télévisée pour Torchwood (2006).
- 2007 : Nommée au SFX Awards de la Meilleure Actrice dans une série télévisée pour Torchwood (2006).
- 2008 : Nommée au SFX Awards de la Meilleure Actrice dans une série télévisée pour Torchwood (2006).
- 2009 : Nommée au BAFTA Awards de la Meilleure Actrice dans un drame pour Belonging (2000– ).
- 2010 : Nommée au BAFTA Awards de la Meilleure Actrice dans une série télévisée pour Torchwood (2006).
- 2010 : lauréate au SFX Awards de la Meilleure Actrice dans une série télévisée pour Torchwood (2006).
- 2011 : Nommée au Satellite Awards de la Meilleure Actrice dans une série télévisée pour Torchwood (2006).
- 2012 : Nommée au SFX Awards de la Meilleure Actrice dans une série télévisée pour Torchwood (2006).
- 2012 : Nommée au Saturn Award de la Meilleure Actrice dans une série télévisée pour Torchwood (2006).
- 2012 : Nommée au National Television Awards de la Meilleure Actrice dans une série télévisée pour Torchwood (2006).

Elle gagne deux années de suite, le prix de la femme la plus sexy du pays de Galles (2013/2014)